# Chambre de commerce et d'industrie du Tarn
La chambre de commerce et d'industrie du Tarn est la chambres de commerce et d'industrie du département du Tarn depuis 2010.
Elle fait partie de la chambre de commerce et d'industrie de région Occitanie.

## Missions
Elle est un organisme chargé de représenter les intérêts des  entreprises commerciales, industrielles et de service du département du Tarn et de leur apporter certains services. C'est un établissement public qui gère en outre des équipements au profit de ces entreprises.
Comme toutes les CCI, elle est placée sous la double tutelle du Ministère de l'Industrie et du Ministère des PME, du Commerce et de l'Artisanat.

### Service aux entreprises
- Centre de formalités des entreprises
- Assistance technique au commerce
- Assistance technique à l'industrie
- Assistance technique aux entreprises de service

### Gestion d'équipements
- Aéroport de Castres-Mazamet ;
- Aérodrome d'Albi - Le Séquestre ;
- Palais des congrès de Castres ;
- Gare routière de Castres ;
- Espace Grand Balcon ;
- Condition publique des matières plastiques à Aussillon.
- Zone Industrielle Jarlard à Albi ;
- Zone Industrielle Fonlabour à Albi ;
- Zone industrielle Legarric à Le Garric ;
- Zone industrielle Montplaisir à Albi.

### Centres de formation
- TRANSMECA : formation aux métiers de l'automobile ;
- C.F.A. Maurice Emile Pezous (métier automobile) ;
- CFA IFA 81 (Institut de Formation par Alternance) pour les formations aux métiers du commerce et de la gestion ;
- Centre de formation continue ;
- Centre d'études des langues (CEL).

## Historique
- 29 octobre 2007 : Approbation par l'Assemblée général de la fusion avec la chambre de commerce et d'industrie de Castres-Mazamet pour former la chambre de commerce et d'industrie du Tarn.
- 19 mars 2009 : Décret no 2009-308 sur la fusion de la chambre de commerce et d'industrie d'Albi - Carmaux - Gaillac avec celle de Castres-Mazamet pour former la chambre de commerce et d'industrie du Tarn.

## Pour approfondir